# 望外鸟类
望外鸟类（学名：Inopinaves），是新鸟类的一支，包含麝雉目和陆鸟类，其亲缘关系由2015年的一项系统发育研究证明。传统上并不认为麝雉目与陆鸟类是近亲，而是将麝雉目置于更原始的位置。而目前认为，尽管麝雉目保留了很多原始特征，但其实是较为晚近产生的支系。